# Maccabeus cirratus
Maccabeus cirratus is een soort in de taxonomische indeling van de peniswormen. 
De diersoort behoort tot het geslacht Maccabeus en behoort tot de familie Chaetostephanidae. De wetenschappelijke naam van de soort werd voor het eerst geldig gepubliceerd in 1979 door Malakhov.